# Hans von Below

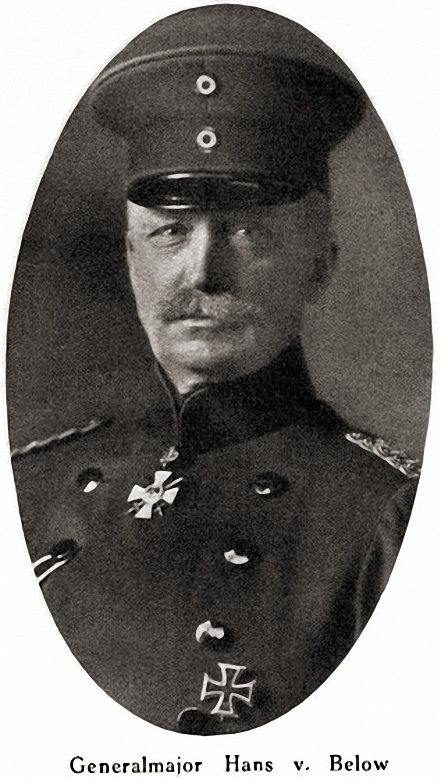
Hans von Below

Hans Vinzent Stanislaus von Below (* 27. Juni 1862 in Graudenz; † 6. August 1933 in Waynesville/USA) war ein preußischer Generalleutnant im Ersten Weltkrieg.

## Leben

### Herkunft
Hans entstammte dem alten Adelsgeschlecht derer von Below. Er war der Sohn des späteren preußischen Generalleutnants Hugo von Below (1824–1905) und dessen Ehefrau Alexandra Ludowika Friederike, geborene von Lupinski (1827–1898). Sein ältester Bruder war der im Ersten Weltkrieg als Kommandierender General der 14. Armee bekannte gewordene General der Infanterie Otto von Below.

### Militärkarriere
Below trat nach seiner Erziehung im Kadettenkorps am 17. April 1880 als Fähnrich in das Füsilier-Regiment Nr. 80 der Preußischen Armee ein. Hier wurde er am 16. November 1880 zum Sekondeleutnant befördert. Ab 1. Oktober 1884 kommandierte man Below für drei Jahre als Lehrer an die Unteroffiziersschule Potsdam. Nach seiner Rückkehr in sein Stammregiment wurde er am 17. Juni 1889 zum Premierleutnant befördert und als solcher ab 1. April 1893 zum Großen Generalstab kommandiert. Mit seiner Beförderung zum Hauptmann am 24. Juli 1894 erfolgte auch seine Ernennung zum Kompaniechef im Füsilier-Regiment Nr. 80. Diese Stellung hatte Below die kommenden fast sechs Jahre bis zum 21. Mai 1900 inne, um anschließend als Adjutant zur 22. Division nach Kassel versetzt zu werden. Unter Belassung in dieser Stellung wurde Below dann am 22. April 1902 in das 8. Thüringisches Infanterie-Regiment Nr. 153 versetzt und gleichzeitig zum Major befördert. Nach drei Jahren erfolgte seine Ernennung zum Kommandeur des III. Bataillons des Grenadier-Regiments „Prinz Carl von Preußen“ (2. Brandenburgisches) Nr. 12 in Frankfurt (Oder).
Am 10. April 1906 wurde Below verabschiedet. Er reiste nach Argentinien und wurde mit den Dienstgrad eines Oberstleutnants der Argentinischen Armee als Lehrer an der Kriegsakademie (Escuela Superior de Guerra) in Buenos Aires angestellt. 1910 endete seine Tätigkeit in Südamerika.
Below kehrte nach Deutschland zurück, wurde am 1. Mai 1911 mit dem Dienstgrad als Oberstleutnant (Patent vom 27. Januar 1909) reaktiviert und dem Stab des Anhaltischen Infanterie-Regiments Nr. 93 in Dessau zugewiesen. Am 20. Februar 1912 erfolgte seine Beförderung zum Oberst und zwei Tage später seine Ernennung zum Kommandeur des Königin Augusta Garde-Grenadier-Regiments Nr. 4 in Koblenz.
Mit Ausbruch des Ersten Weltkriegs gab Below sein Regiment ab und erhielt das Kommando über die zur 1. Garde-Reserve-Division gehörende 15. Reserve-Infanterie-Brigade. Mit ihr nahm er am Einmarsch in das neutrale Belgien teil, wurde am 19. August 1914 zum Generalmajor befördert und beteiligte sich an den Kämpfen, die zur Eroberung der Festung Namur führten. Im Anschluss daran verlegte er mit seinem Verband an die Ostfront und kam hier erstmals in der Schlacht an den Masurischen Seen zum Einsatz. Daran schlossen sich der Feldzug in Südpolen, die Schlachten bei Opatow, Iwangorod sowie an der Rawka-Bzura an.
Am 27. Mai 1915 gab Below seine Brigade ab und wurde zum Kommandeur der 6. Reserve-Division ernannt. Sie lag zu diesem Zeitpunkt vor Schaulen und gehörte zur Njemenarmee, die von seinem Bruder Otto befehligt wurde. Mit seiner Division nahm er am Sommerfeldzug in Litauen und Kurland teil. Dabei gelang ihm die Einnahme von Libau, Bauska und Mitau. Anschließend stieß er über Ekau auf Riga vor, bevor die Division an der Düna in den Stellungskrieg überging. Hier konnte Below mit seinen Truppen, die auf Korpsstärke gebracht waren, in der Schlacht bei Kekkau vom 16. bis 22. Juli 1916 mehrfach Angriffe russischer Korps unter General Kuropatkin abschlagen. Für diese Leistungen wurde Below mit dem Roten Adlerorden II. Klasse mit Eichenlaub und Schwertern ausgezeichnet.

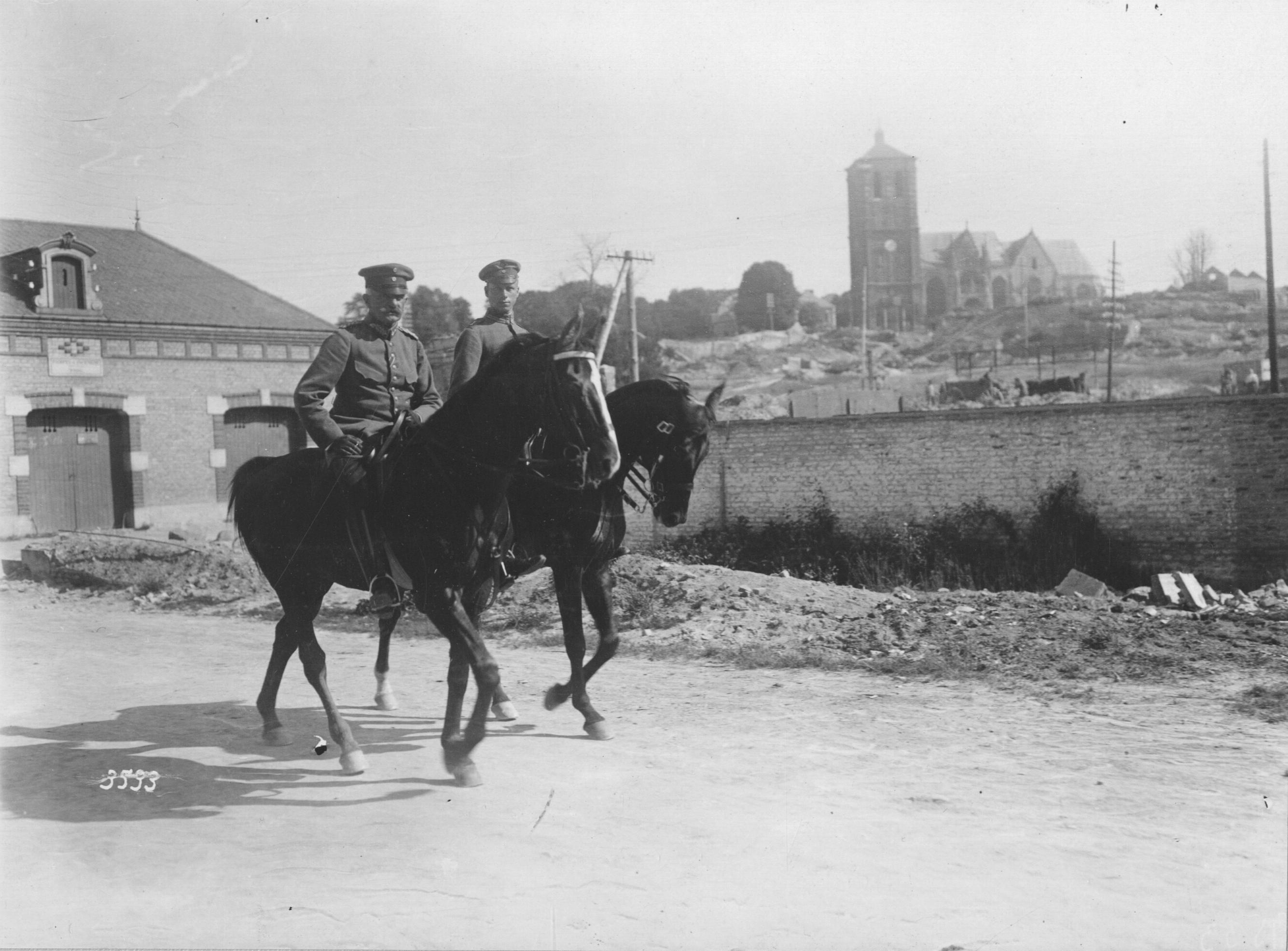
Hans von Below 1917 beim Ausreiten in Rethel in den Ardennen, im Hintergrund die Kirche des Ortes

Below wurde am 18. Oktober 1916 als Kommandeur der 89. Infanterie-Division nach Rumänien versetzt. Der Großverband kämpfte zu diesem Zeitpunkt in den Karpaten im Gebiet von Predeal und Bodza und war dann vom 21. bis 27. Dezember 1916 an der Weihnachtsschlacht bei Rimnicul-Sarat beteiligt. Bereits am 2. Januar 1917 wurde Below von seinem Posten abberufen und zum Kommandeur der neuaufgestellten 238. Infanterie-Division ernannt. Mit ihr kämpfte Below in der Frühjahresschlacht bei Arras. Während der Dritten Flandernschlacht im Oktober 1917 war Below u. a. mit der Verteidigung des Dorfes Passchendaele betraut. Nach schweren Kämpfen gingen durch einen Großangriff am 30. Oktober 1917 die beiden nördlichen Regimentsabschnitte der Division mit der Hauptwiderstandslinie verloren. Below gelang es jedoch im Gegenangriff und unterstützt von Artillerie das teilweise geräumte und fast vollständig zerstörte Dorf und die Hauptwiderstandslinie wieder einzunehmen und in der Folge zu halten. Durch den Kommandierenden General des Gardekorps wurde Below daraufhin zum Pour le Mérite eingereicht und Wilhelm II. verlieh Below schließlich am 24. November 1917 durch A.K.O. die höchste preußische Tapferkeitsauszeichnung.
In der Zwischenzeit war seine Division erschöpft zur Auffrischung aus der Front gezogen worden. Sie kam dann zur 18. Armee und kämpfte ab 21. März 1918 in der Großen Schlacht in Frankreich. Nach der Einstellung der Offensive kam die Division Mitte April zur 1. Armee nach Reims, wo Below am 18. April 1918 zum Generalleutnant befördert wurde. Nach Stellungskämpfen wurde in der Schlacht bei Soissons und Reims vom 27. Mai bis 13. Juni 1918 das Fort de la Pompelle erobert. Am 22. August 1918 wurde Below mit der Führung des Generalkommandos 51 beauftragt. Im Rahmen der 2. Armee kommandierte er es in der Schlacht bei Péronne, der Abwehrschlacht zwischen Cambrai und St. Quentin sowie bei den Rückzugskämpfen vor und in der Hermannstellung und vor der Antwerpen-Maas-Stellung.
Nach dem Waffenstillstand von Compiègne führte Below seine Truppen in die Heimat zurück. Er reichte dann seinen Abschied ein und wurde am 12. Mai 1919 zur Disposition gestellt.

### Familie und Emigration
In Argentinien lernte er die US-Amerikanerin Nina Ross Bryce (1858–1949) kennen, mit der er sich am 3. April 1907 verheiratete.
Below lebte später mit seiner amerikanischen Ehefrau und deren geistig behindertem Sohn aus ihrer ersten Ehe mit einem Schotten in den Vereinigten Staaten, wo er 1933 verstarb.

## Auszeichnungen
- Kronenorden III. Klasse[5]
- Preußisches Dienstauszeichnungskreuz[5]
- Komtur II. Klasse des Hausordens Albrechts des Bären[5]
- Kommandeur II. Klasse des Ordens vom Zähringer Löwen[5]
- Kommandeur II. Klasse des Ordens Heinrichs des Löwen[5]
- Komtur II. Klasse des Sachsen-Ernestinischen Hausordens[5]
- Waldecksches Verdienstkreuz III. Klasse[5]
- Eisernes Kreuz (1914) II. und I. Klasse

## Schriften
- Mis memorias de guerra. L. Bernard, Buenos Aires 1923.